# Каймоново (Усть-Кутский район)
Каймо́ново — село в Усть-Кутском районе Иркутской области. Население — 128 человек (2011). Число хозяйств — 66.
Расположен на левом берегу реки Куты (приток Лены) в 615 км от Иркутска и в 53 км от Усть-Кута. Входит в Ручейское сельское поселение.

## Физико-географические характеристики

### Географическое положение
Каймоново расположено на севере Иркутской области в западной части Усть-Кутского района на левом берегу реки Куты в месте впадения в неё реки Купы. Часть построек и подсобных хозяйств находятся на берегах Купы. По имени села назван левый приток Купы — ручей Каймонка.
Расстояние:
- до посёлка Ручья (центра сельского поселения и ближайшего населённого пункта) — 10 км
- до города Усть-Кута (центра района) по автомобильной и железной дорогам — 70 км, по воздуху — 53 км.

### Часовой пояс
Каймоново располагается в Иркутском часовом поясе: IRKT = UTC+8. Летнее время: IRKST = UTC+9. Разница во времени с Москвой — 5 часов: MSK +5.

### Климат
Климат села резко континентальный. Средняя темпаратура января −25°С, июля +17°С. Минимальная температура −58°С, максимальная (в тени) +42°С.
Годовое количество осадков 350 мм. В зимний период — в виде снега. В межсезонье (весной и осенью, а также в начале и конце лета) нередок град.
Территория села приравнена к районам Крайнего Севера.

### Рельеф и геологическое строение
Село расположен на территории Лено-Ангарского плато, рельеф сильно расчленённый, абсолютные высоты местности достигают 700—800 м над уровнем моря. В непосредственной близости от села находится гора Соколы (625 м над уровнем моря).

### Почвенный покров
Почвы преимущественно дерново-карбонатные, дерново-подзолистые. Луговые и пойменные почвы средне- и легкосуглинистого механического состава.

## История[3]
Датой основания деревни считается 1699 год, когда поселение было впервые упомянуто в документах Илимска. Основатель деревни — Митька Каямонов (Каймонов).
В 1723 году в деревне насчитывалось 2 двора.
Население Каймонова было крестьянское, занималось распашкой земель, однако существовали и государственные повинности, связанные в первую очередь с обслуживанием путей сообщения.
В XVI—XVII веках каймоновцы выполняли повинность по обслуживанию Ленского волока. Так, в октябре 1746 года усть-кутскому приказчику из Илимска пришло подобное распоряжение:
Понеже по известию... через Ленский волок лесом завалено. Велеть нарядить пашенных крестьян для чищения помянутой дороги через Каймоновский волок до Муцкого плотбищаПриказчик Илимска
На что приказчик докладывал:
Вычищено по тридесятое число шириною по пять сажень, а в нужных и тесных местах по 4 сажени. А расстояние от Куты речки вычищено в хребет на 10 вёрст и проделаны вёрсты. [На это было направлено 36 крестьян.]Приказчик Усть-Кутского острога
Во время гражданской войны жители Каймонова приняли участие в боях за Усть-Кут. 26 октября 1919 года в Усть-Куте белогвардейцами были расстреляны несколько каймоновцев, примкнувших к партизанскому отряду В. П. Осташенко. А в феврале 1920 года через Каймоново в Максимово отступали белогвардейские отряды генерала Галкина и атамана Казакова.
Во время Второй мировой войны над Каймоновом проходил участок трассы «Алсиб». 12 июля 1943 года на пути из Киренска в Красноярск в 34 км от села разбился один из перегоняемых самолётов — лёгкий бомбардировщик А-20 «Бостон» с бортовым номером AF 42-53862. Экипаж состоял из двух человек — командира Ивана Заломина и штурмана Ивана Максимова. Их останки ныне захоронены в Усть-Куте. Предполагаемая причина крушения — лесные пожары и грозы, скорость при крушении — 6000 км в час.
В 1949 году в Каймонове была оборудована простейшая электростанция, впервые появилось электричество.

## Название
Деревня названа по имени основателя Митьки Каямонова (Каймонова) — первоначальное имя Каямоновская, позже преобразованное в Каймоново.

## Экономика
- МП «Каймоновский ЛПХ» УКМО
- участок АУ «Каймоновский лесхоз»

Сфера деятельности предприятий — добыча и переработка древесины.
Большая часть населения занята в подсобном хозяйстве.

## Транспорт

### Железнодорожный
Вблизи села проходит участок западного БАМа (железнодорожной ветки Тайшет — Лена). Имеется три остановочнх пункта:
- о. п. Каймоново (в 3 км от села на правом берегу Купы)
- о. п. 649-й км (непосредственно напротив села на правом берегу Куты)
- о. п. 652-й км (в 3 км от села на левом берегу Куты)

Электропоезда до городов Усть-Кута (на восток), Железногорска-Илимского, Братска (на запад).
Ближайшая железнодорожная станция — Ручей Восточно-Сибирской железной дороги.

### Автомобильный
Непосредственно через село проходит автодорога Р419 Тулун — Братск — Усть-Кут (проектируемая федеральная автодорога «Вилюй»).
Автобусное сообщение до Усть-Кута и Иркутска. (Единственный маршрут Иркутск — Усть-Кут.)

### Авиационный и речной
Ближайший аэропорт — Усть-Кут. Расположен в 80 км (по автодороге).
Ближайший речной порт — Осетрово. Расположен в городе Усть-Куте.

## Связь
Спутниковый таксофон.
Сотовая связь с 2009 года.

## Социальная сфера
Есть фельдшерско-акушерский пункт. Деятельность начальной школы приостановлена в 1-м полугодии 2008 года в связи с отсутствием учащихся. Среднее школьное образование дети получают в посёлке Ручей.

## Интересные факты
- В 2006 году, при подготовке художественно-документального фильма о декабристах из цикла «Тропою памяти», в Каймонове снимались сцены Киренска XIX века. Сцены же, относящиеся к XX веку, снимались в самом городе Киренске[7].